# 埃米尔·克鲁科维奇-普热杰米尔斯基
埃米尔·克鲁科维奇-普热杰米尔斯基（波蘭語：Emil Krukowicz-Przedrzymirski，也称为埃米尔·卡罗尔·普热杰米尔斯基·德·克鲁科维奇，Emil Karol Przedrzymirski de Krukowicz；1886年—1957年），波兰将领。
克鲁科维奇-普热杰米尔斯基出生于1886年。他在第一次世界大战时担任奥匈帝国军队的炮兵军官，开始其军旅生涯。他在1918年加入波兰军队，参与波苏战争。克鲁科维奇-普热杰米尔斯基因作战勇猛获得英勇战斗勋章。他在1931年晋升为将军。1939年波兰保卫战争中他担任莫德林集团军。他被德军俘虏，以战俘身份渡过第二次世界大战。战争结束之际，他被西方同盟军解放，此后他便旅居海外（先是英国，后来在加拿大），直到1957年客死他乡。

## 荣誉勋章
- 银十字英勇战斗勋章
- 军官十字波兰光复勋章十字章
- 金荣誉十字勋章
- 1918年至1921年战争纪念章
- 光复十年奖章
- 长期服役银章
- 波兰战斗协会荣誉金章
- 指挥官十字罗马尼亚之星勋章
- 指挥官十字带星荣誉十字勋章（匈牙利）